# Eisenbahnsignale in Schweden

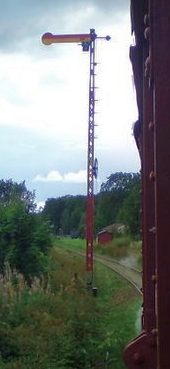
Schwedisches Formsignal

Die Eisenbahnsignale in Schweden, welche in Schweden zum Einsatz kommen, basieren auf den Signalbildern der Formsignale. Heutzutage werden ausschließlich Lichtsignale zusammen mit dem ATC-System eingesetzt. Die Geschwindigkeitsbeschränkungen durch die Signalbilder gilt nur für Fahrzeuge ohne ATC. Die Führerstandsignalisierung erlaubt normalerweise höhere Geschwindigkeiten.
Formsignale (Semafor) sind im aktuellen Signalbuch nicht mehr enthalten. Es gibt sie nur noch bei Museumsbahnen und ganz vereinzelt auf Nebenstrecken. Ein seltenes Beispiel ist hierfür der Bahnhof Moskosel an der Inlandsbahn.
Schwedische Formsignale ähneln den deutschen, nur dass diese auf der linken Streckenseite aufgestellt sind und demzufolge in Fahrt-frei-Stellung der Flügel nach links oben zeigt.

## Hauptsignale
Hauptsignale folgen mit einem Abstand von mindestens 800 m und maximal 3000 m aufeinander. Falls das nachfolgende Hauptsignal weiter als 3000 m entfernt ist, wird dieses über ein separates Vorsignal angekündigt.
| Signal | Signal                                                | Bedeutung für Fahrzeuge                                                                                                 | Bedeutung für Fahrzeuge |
| ------ | ----------------------------------------------------- | --- | --- |
|        |                                                       | ohne ATC | mit ATC |
|        | Rotes Licht                                           | Halt! Vorbeifahrt nur mit Erlaubnis des Fahrdienstleiters oder bei Rangierfahrten durch ein zusätzliches Rangiersignal. | Halt! Vorbeifahrt nur mit Erlaubnis des Fahrdienstleiters oder bei Rangierfahrten durch ein zusätzliches Rangiersignal.                                     |
|        | Ein grünes Licht                                      | Fahrt mit 80 km/h | Fahrt mit 80 km/h oder nach Führerstandsignalisierung. |
|        | Zwei grüne Lichter                                    | Achtung! Fahrt mit 40 km/h. Annäherung an das nachfolgende Signal mit Vorsicht, dieses kann „Halt!“ zeigen.             | Achtung! Fahrt mit 40 km/h oder nach Führerstandsignalisierung auch höhere. Annäherung an das nachfolgende Signal mit Vorsicht, dieses kann „Halt!“ zeigen. |
|        | Ein grünes Licht über einem blinkenden grünen Licht   | Fahrt mit 80 km/h, Halt erwarten!                                                                                       | Fahrt mit 80 km/h, nach Führerstandsignalisierung auch höher. Halt erwarten!                                                                                |
|        | Ein grünes Licht über einem blinkenden weißen Licht   | Fahrt mit 80 km/h, Fahrt mit 80 km/h erwarten!                                                                          | Fahrt mit 80 km/h, nach Führerstandsignalisierung auch höher. Das nächste Signal zeigt „Fahrt mit 80 km/h“.                                                 |
|        | Ein grünes Licht über zwei blinkenden grünen Lichtern | Fahrt mit 80 km/h, Fahrt mit 40 km/h erwarten!                                                                          | Fahrt mit 80 km/h nach Führerstandsignalisierung auch höher, Fahrt mit 40 km/h erwarten.                                                                    |
|        | Drei grüne Lichter                                    | Fahrt mit 40 km/h, kurze Einfahrt. 250 m hinter dem Signal befindet sich eventuell ein weiterer Zug.                    | Fahrt mit 40 km/h, kurze Einfahrt. 250 m hinter dem Signal befindet sich eventuell ein weiterer Zug.                                                        |

## Vorsignale
Die Vorsignale stehen in einem Abstand von etwa 1000 bis 1200 m vor dem nächsten Hauptsignal.
| Signal | Signal                       | Bedeutung                   |
| ------ | ---------------------------- | --------------------------- |
|        | Ein blinkendes grünes Licht  | Halt erwarten!              |
|        | Ein blinkendes weißes Licht  | Fahrt mit 80 km/h erwarten! |
|        | Zwei blinkende grüne Lichter | Fahrt mit 40 km/h erwarten! |